# Marion King Hubbert
Marion King Hubbert, genannt King Hubbert, (* 5. Oktober 1903 in San Saba, San Saba County, Texas; † 11. Oktober 1989 in Bethesda, Maryland) war ein US-amerikanischer Geologe und Geophysiker. Er arbeitete für das Shell-Forschungslabor in Houston und leistete verschiedene bedeutende Beiträge zur Geologie und Geophysik, von denen sich einige auch auf politische Themenfelder auswirken (Peak-Oil, Energiepolitik). Oft wird auf ihn mit „M. King Hubbert“ oder „King Hubbert“ Bezug genommen. Hubbert war ein prominentes Mitglied der Technokratischen Bewegung.

## Leben
Hubbert besuchte die University of Chicago, wo er 1926 den Bachelor of Science, 1928 den Master of Science und 1937 den Ph.D. erwarb. Er studierte Geologie, Mathematik und Physik. Während er an seinem Ph.D arbeitete, war Hubbert zwei Jahre als Geologe für die Amerada Petroleum Company tätig. Von 1943 bis 1964 arbeitete er für die Shell Oil Company. Anschließend war er bis 1976 für den United States Geological Survey (USGS) als Geophysiker in der Forschung und der amtlichen Statistik tätig. Parallel dazu war Hubbert von 1963 bis 1968 Professor für Geologie und Geophysik an der Stanford University und von 1973 bis 1976 an der University of California, Berkeley.

## Forschung
Hubbert lieferte verschiedene Beiträge zur Geophysik, darunter einen mathematischen Nachweis, dass sich Felsgestein in der Erdkruste auf Grund der enormen Drücke plastisch verhält und ein dem Ton ähnliches Fließverhalten zeigt. Dieser Nachweis erklärt, warum die Erdkruste sich über lange Zeiträume verformt.
Hubberts bekannteste Studien beschäftigen sich mit der Kapazität von Kohle, Öl- und Gasfeldern. Er nahm an, dass die zeitliche Entwicklung der Erdölproduktion eines Feldes einer Logistischen Funktion ähnelt. Beim Treffen des American Petroleum Institute 1956 in San Antonio (Texas) machte Hubbert die Vorhersage, dass die Erdölförderung der USA in den späten 1960ern bzw. den frühen 1970ern das Fördermaximum erreichen würde. Er wurde berühmt, als diese Vorhersage 1970 bestätigt wurde. Die Kurve, die er zur Analyse benutzte, ist heute als Hubbert-Kurve bekannt, und der „Gipfel“ als Ölfördermaximum (englisch Hubbert peak oder peak oil).
Das weltweite Fördermaximum sagte er 1974 für 1995 voraus. Die Bestimmung des weltweiten Peaks basierte dabei, ebenso wie seine Vorhersage aus dem Jahr 1956 für die USA, auf einer Reihe von Annahmen, die er aus seiner Erfahrung heraus traf. In der Rückschau von heute war seine Prognose des weltweiten Fördermaximums im Jahr 1995 nicht korrekt. Ein Blick in seine Annahmen jedoch zeigt, dass vor allem die angenommene Steigerung des Verbrauchs von ihm sehr viel höher eingeschätzt worden war, als dann eintrat. Diese Folge der beiden großen Ölkrisen hat er offensichtlich unterschätzt.
Zwischen dem 17. Oktober 1973 und März 1974 verringerte die OPEC den Export von Erdöl in die Vereinigten Staaten und Europa. Dies verursachte die Ölkrise von 1973. 1975 bestätigte die National Academy of Sciences in einer Einschätzung Hubberts Berechnungen zum Nachlassen der Erdöl- und Erdgasförderung und gab bekannt, dass ihre eigenen, optimistischeren Einschätzungen unzutreffend waren. Dies lenkte ein großes Medieninteresse auf Hubbert.

## Ehrungen
Hubbert war Mitglied der National Academy of Sciences und der American Academy of Arts and Sciences (1957). Er war lange Zeit mit der Geological Society of America verbunden. 1954 erhielt er von ihr die Arthur L. Day Medal. 1962 wurde er als Präsident der Gesellschaft gewählt und erhielt 1973 die Penrose Medal der Society. 1981 empfing er den Vetlesen Prize der G. Unger Vetlesen Foundation und der Columbia University.

## Schriften (Auswahl)
- Structural Geology. Hafner, New York 1972.